# Fritz Ofner

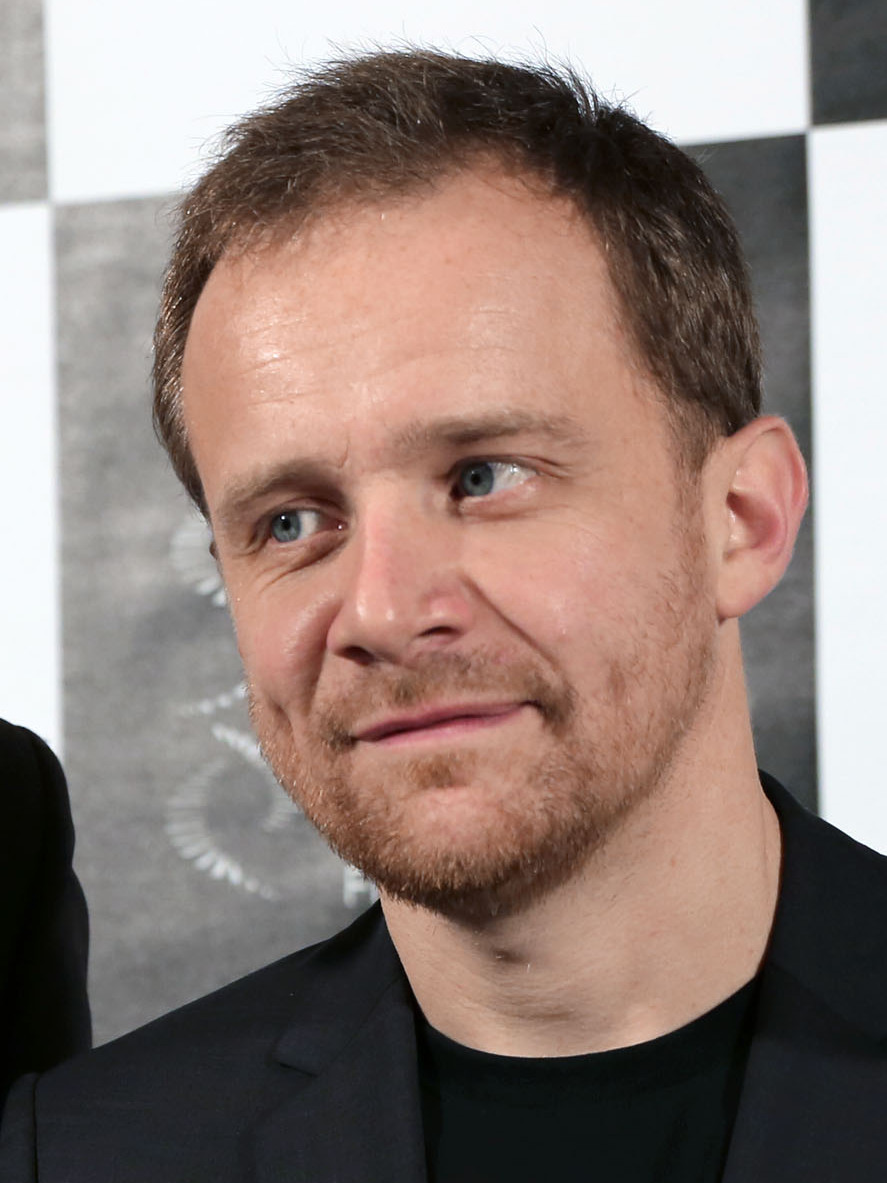
Fritz Ofner (2013)

Fritz Ofner (* 1977 in Friesach, Kärnten) ist ein österreichischer Dokumentarfilmregisseur und -produzent. Bekannt wurde er durch gesellschaftspolitisch geprägte Dokumentarfilme wie Evolution der Gewalt und Weapon of Choice (2018). Seine Filme, die sich oft mit den Themen Gewalt, Macht und gesellschaftlicher Unterdrückung auseinandersetzen, wurden international gezeigt und vielfach ausgezeichnet.

## Leben
Fritz Ofner studierte Kultur- und Sozialanthropologie sowie Publizistik- und Kommunikationswissenschaften an der Universität Wien. Er lebt in Wien.

## Karriere und Werke
Längere Reisen durch Asien, Nord- und Südamerika, sowie Afrika, führten ihn zum Dokumentarfilm. Ein zentrales Thema in Ofners Arbeiten sind die Ursachen und Wirkmechanismen Struktureller Gewalt. Für seine Themenfindung recherchiert Ofner oft jahrelang und verbringt viel Zeit mit seinen Protagonisten vor Ort. So auch für Weapon of Choice. In dem 90-minütigen Dokumentarfilm, beleuchtet Fritz Ofner zusammen mit Eva Hausberger die globale Verbreitung der Glock-Pistole, eine der meistverkauften und bekanntesten Handfeuerwaffen weltweit. Die Dokumentation untersucht nicht nur die Verbreitung der Pistole, sondern auch ihre Rolle bei der Eskalation von Gewaltverbrechen und bewaffneten Auseinandersetzungen in Städten wie Chicago und Kirkuk.
In Libya Hurra, einem 70-minütigen Dokumentarfilm, begibt sich Fritz Ofner auf einen Roadtrip durch Libyen während der letzten Wochen der Revolution gegen das Regime von Muammar al-Gaddafi.

## Auszeichnungen
- 2011: Evolution der Gewalt – Nominiert für den Österreichischen Filmpreis 2013 in der Kategorie „Bester Dokumentarfilm“
- 2011: Axel Springer Preis für jungen Journalismus: 1. Preis, Kategorie Fernsehen für Von Bagdad nach Dallas
- 2019: Die Weltherrschaft / Le Gran Complot – Gewinner des Franz-Grabner-Preises für den besten Fernsehdokumentarfilm

## Filmografie
- 2007: Walking with Cecilia – 55 Min
- 2010: From Baghdad to Dallas – 29 Min
- 2010: Musik-Therapie: Beirut wacht auf – TV-Beitrag, ORF-Kulturmontag
- 2011: Evolution der Gewalt – 77 Min
- 2012: Libya Hurra – 70 Min
- 2012: Beirut Blend – 30 Min
- 2012: Moldova – Lost in Transition – 52 Min
- 2012: Croatia, Europe and the Twilight of Heroes – 52 Min
- 2018: Weapon of Choice – 90 Min
- 2019: Die Weltherrschaft / Le Gran Complot – 70 Min